# ネッタイヨロイトカゲ
ネッタイヨロイトカゲ (Cordylus tropidosternum) は、有鱗目ヨロイトカゲ科ヨロイトカゲ属に分類されるトカゲ。別名ヒナタヨロイトカゲ、トロピクスヨロイトカゲ。

## 分布
- C. t. tropidosternum
  - ケニア、コンゴ民主共和国、ザンビア、ジンバブエ、タンザニア、マラウィ、モザンビーク
- C. t. jonesii　ジョーンズヨロイトカゲ
  - ジンバブエ、ボツワナ東部、南アフリカ共和国、モザンビーク

## 形態
全長15cm。体形は扁平。体色は褐色や黄褐色で、個体により変異がある。胴体の鱗には筋状の盛り上がり（キール）が見られるほか、尾には棘状の鱗が環状に並ぶ。
- C. t. jonesii　ジョーンズヨロイトカゲ
  - 基亜種に比べると小型で、反面体形は太い。

## 分類
亜種ジョーンズヨロイトカゲを独立種とする説もある。
- Cordylus tropidosternum jonesii　(Boulenger, 1891) 　ジョーンズヨロイトカゲ
- Cordylus tropidosternum tropidosternum　(Cope, 1869)

## 生態
サバナや低木林などに生息し、岩の隙間や木の根元、倒木などを巣穴にする。
食性は動物食で、昆虫類や節足動物などを食べる。
繁殖形態は卵胎生で、1回に2-4匹の幼体を出産する。

## 人間との関係
ペットとして飼育されることもあり、日本にも輸入されている。主に基亜種が比較的安価で流通し、亜種ジョーンズヨロイトカゲの流通はまれである。岩や流木などを隠れ家として配置したテラリウムで飼育される。飼育下での繁殖法は未だ確立していないものの、飼育下での繁殖例もある。